# Hans Jüttner
Hans Jüttner (Śmigiel, 2 marzo 1894 – Bad Tölz, 24 maggio 1965) è stato un generale tedesco delle SS, che ha comandato l'SS-Führungshauptamt (il quartier generale delle SS).

## Biografia
Nel 1933 Jüttner ha aderito alle SA e nel 1934 è diventato comandante del corpo di addestramento delle SA di Monaco di Baviera, nel 1935 è passato alle SS ed è entrato nel corpo di supporto combattente le SS-Verfügungstruppe che in seguito sarebbero diventate le Waffen-SS, nel 1939 è diventato ispettore delle truppe di riserva della divisione  SS-VT e dal 1940 è divenuto comandante dell'ufficio di comando delle SS-VT.
Qualche anno dopo è stato nominato comandante dell'appena creato SS-Führungshauptamt (quartier generale delle SS), che era responsabile delle sistema organizzativo e amministrativo delle Waffen-SS. Il quale era separato dall'amministrazione dei campi di concentramento nazisti dal ufficio centrale economico e amministrativo lo SS-Wirtschafts- und Verwaltungshauptamt e dall'ufficio centrale di sicurezza del reich lo Reichssicherheitshauptamt il quale amministrava la Gestapo, la Kripo e la SD. Dopo aver ricevuto questo incarico di comando Jüttner era responsabile della militarizzazione dei reggimenti testa di morto (Totenkopfstandarten) dell'ispettorato dei campi di concentramento comandati dal generale Theodor Eicke e nella loro assimiliazione nelle Waffen-SS. Nel giugno 1942 fu promosso al grado di Obergruppenführer (generale di corpo d'armata) e il 30 gennaio 1943 è divenuto comandante del SS-Führungshauptamt. Il 21 luglio 1944, subito dopo la loro fucilazione, Heinrich Himmler rimpiazzò il generale Friedrich Olbricht e il colonnello Claus Schenk von Stauffenberg con Jüttner come comandante capo "degli armamenti dell'esercito e dell'esercito di riserva".
In seguito alla fine della guerra il 17 maggio 1945 è stato preso prigioniero dalle forze britanniche e nel 1948 è stato condannato a 10 anni in un campo di lavoro. In seguito ad un appello nel 1949 la condanna è stata ridotta di 4 anni. Nel 1961 Jüttner ha testimoniato al processo dell'architetto dell'olocausto Adolf Eichmann. In seguito Jüttner è divenuto titolare di un sanatorio a  Bad Tölz dove è morto il 24 maggio del 1965.